# Abbaye de Louroux
Pour les articles homonymes, voir Louroux (homonymie).
L'abbaye du Louroux-en-Vernantes (appelée aussi abbaye de Louroux ou du Loroux) est une des premières abbayes cisterciennes (il s'agit de la  neuvième abbaye-fille de Cîteaux) située à Vernantes (Maine-et-Loire). Elle est un témoignage médiéval du style architectural du gothique angevin.
La commune de Vernantes située sur la route du Lude à Saumur, doit à son abbaye son importance passée.

## Localisation
L'abbaye du Louroux est située à l'est du Maine-et-Loire, sur une île aménagée entre les bras du Lathan, à l'endroit où la route départementale D 58, de Vernantes à Mouliherne traverse la rivière.

## Histoire

### Fondation
L'abbaye est fondée le 13 septembre 1121 par Eremberge ou Eremburge d'Anjou, en remerciement du retour prochain de son mari Foulques V de Palestine (celui-ci revient effectivement le 24 du même mois). Le nom « Loroux » viendrait du latin oratorio (oratoire).

### Moyen Âge
L'abbaye est florissante et fonde plusieurs établissements affiliés, notamment en Bretagne. À son apogée, le Louroux compte jusqu'à trois cents moines et a la responsabilité directe de dix-sept établissements cisterciens. Parmi ceux-ci, on compte les abbayes de Pontron, de Bellebranche, de Beaugerais, de Santa Maria della Vittoria, du Perray-aux-Nonnains, de la Virginité.
Durant la guerre de Cent Ans, l'abbaye est durement touchée. En 1357, des Tard-Venus commandés par un certain Robert Marcault chassent les moines et pillent le monastère, établissant leur quartier général dans l'abbatiale, dont ils font une forteresse. Il faut attendre 1370 pour que des troupes commandées par Bertrand du Guesclin chassent les pillards, permettant aux religieux de revenir en 1371. Vers cette époque, une tradition affirme le séjour de Charles VI à l'abbaye durant trois mois. Parmi les dégâts que provoquent les troupes, le chartrier est détruit, ce qui rend parcellaires les connaissances sur la période antérieure.
Au départ des Anglais, une chapelle est construite dans le style gothique angevin, ornée de fresques représentant quatre anges  portant les instruments de la Passion du Christ. Les Anglais se faisant menaçants à nouveau vers 1435, l'abbaye est fortifiée par l'abbé Aimeric, les fortifications se composant « de murs, de doubles douves, de doubles fossés, avec doubles pont-levis ». Après la guerre, le Roi René fait de larges donations à l'abbaye ; en témoigne  un vitrail qu'il fait installer dans l'église. Ce vitrail survit à l'abbaye, car transporté en 1812 dans l'église de Vernantes, puis de là en 1901 au musée Saint-Jean d'Angers.

### Commende
Au XVIe siècle, l'abbaye est mise en commende. Georges Touchard-Lafosse, dans son livre La Loire historique, pittoresque et biographique, de la source de ce fleuve à son embouchure…, raconte que « [À cette époque] l’abbé commendataire reçoit 18 000 livres sur les 30 000 livres de revenus. Le village de Vernantes dépend de cette communauté. ». L'abbaye subit un nouveau pillage en 1572, durant les guerres de Religion.

### Fin de l'abbaye et période post-révolutionnaire
À la Révolution, l'abbaye est fermée et les moines chassés. Une légende affirme que les moines auraient alors enterré les cloches et les objets précieux (liturgiques) de l'église dans la forêt de Billot proche.
En 1795, Marie Paul de Scépeaux de Bois-Guignot réunit dans l'ancienne abbaye les autres chefs chouans pour discuter du bien-fondé de signer le traité de la Mabilais avec les troupes républicaines.
Une grande partie du monastère est détruite en 1852. Les pierres sont utilisées notamment pour construire un château à proximité. Le site est depuis la Révolution une propriété privée.

## Liste des abbés connus
- Foulques (attesté en 1121)
- Galo (attesté vers 1125)
- Martin (attesté en 1134)
- Foulques (attesté en 1138 et 1150)
- Yves (dates inconnues)
- Joscelin (attesté en 1158)
- Zacharie (attesté en 1165)
- Hamelin (attesté vers 1170)
- Gervais (de 1179 à 1184)
- Jean (attesté en 1189 et 1192)
- Anselme (attesté en 1207 et 1209)
- Raynaud (attesté en 1211 et 1218)
- Richard (attesté en 1221)
- Hugues (attesté en 1227)
- Guillaume (de 1236 à 1250)
- Yves (de 1263 à 1267)
- André (attesté en 1280)
- Évrard de Champagne (attesté en 1290)
- Gervais (attesté en 1301)
- Jean (attesté en 1315)
- Pierre (attesté en 1323)
- Étienne (attesté en 1324)
- Raoul (attesté en 1347)
- Philippe (attesté en 1351)
- Étienne (attesté en 1366)
- Guillaume (attesté le 17 janvier 1367)
- Pierre de Monfort (attesté en 13707)
- Girard ou Geoffroy 1388-1389)
- Guillaume (attesté en 1405)
- Jean, nommé « cardinal de Lorraine » (peut-être Jean de Neufchâtel) à une date inconnue
- Gérault (de 1409 à 1419)
- André (attesté en 1423)
- Aimery (de 1446 à 1456)
- Pierre (de 1458 à 1460)
- André (attesté en 1470)
- Pierre Chabot (de 1473 à 1480)
- René de Brie (dates inconnues)
- Jean Le Chevrier (devient abbé commendataire des Vaux-de-Cernay en 1493, remplacé par Michel Buffereau jusqu'en 1495, où ils permutent leurs abbayes)
- Jean de Quédillac (attesté en 1504)
- Simon des Roches (attesté en 1508)
- Louis de Tiercelin (attesté en 1547)
- Mathieu La Varenne (attesté en 1567)
- Simon de Maillé-Brézé (attesté également en 1567)
- Pierre de Caulet (de 1598 à 1612)
- Bonaventure de Lafont (attesté en 1624, mort le 13 septembre 1647)
- François de Lavedan (attesté en 1647, mort le 5 septembre 1669)
- Philppe Victor de Comminges (mort le 29 juin 1678)
- François de Comminges (son cousin, nommé le 18 juillet 1678, mort en 1732)
- Jean-Baptiste de Bernard d'Arvernes (de 1732 à 1763)
- N. des Brières (de 1763 à 1778)
- Jacques-Hyacinthe de Cusaque (de 1778 à la fin de l'abbaye en 1791)[5]

## Architecture
De cette abbaye cistercienne du XIIe siècle, il ne reste plus que des ruines : des restes du transept et le porche. Ces restes sont classés monument historique en 2008.
Les recherches archéologiques montrent que la structure architecturale de l'abbatiale se rapproche initialement de celle de Fontevraud, notamment dans l'adoption d'une nef « à passage », permettant de joindre la nef au transept sans passer par la croisée du transept. Dans un second temps, le maître d'œuvre choisit de voûter l'église en croisée d'ogives, avec une architecture gothique.

### Dates de construction des vestiges
La croisée du transept de l'abbatiale date du deuxième ou du troisième quart du XIIe siècle ; les voûtes de cette croisée, ainsi que des vestiges du sud-est du chœur datent de la deuxième moitié du XIVe siècle ; le portail d'entrée de l'abbaye date du début de la commende au XVe siècle ; le logis dit « des Hôtes » ainsi que sa chapelle remontent à la première moitié du XVIe siècle. Un moulin à eau construit au XVe ou au XVIe siècle a été remanié au XIXe ; un bâtiment « du Jeu de paume » remonte au XVIIIe siècle ; enfin les bâtiments agricoles et le logement au nord sont postérieurs au monastère proprement dit et datent du XIXe siècle.

## Filiation et possessions
Le Louroux est la  neuvième abbaye-fille de Cîteaux et la mère de Pontron ,  Bellebranche,  Beaugerais  et de Santa Maria della Vittoria.